# Gadžin Han
Gadžin Han (Servisch: Гаџин Хан) is een gemeente in het Servische district Nišava.
Gadžin Han telt 10.464 inwoners (2002). De oppervlakte bedraagt 325 km², de bevolkingsdichtheid is 32,2 inwoners per km².